# Ranking de la IBAF

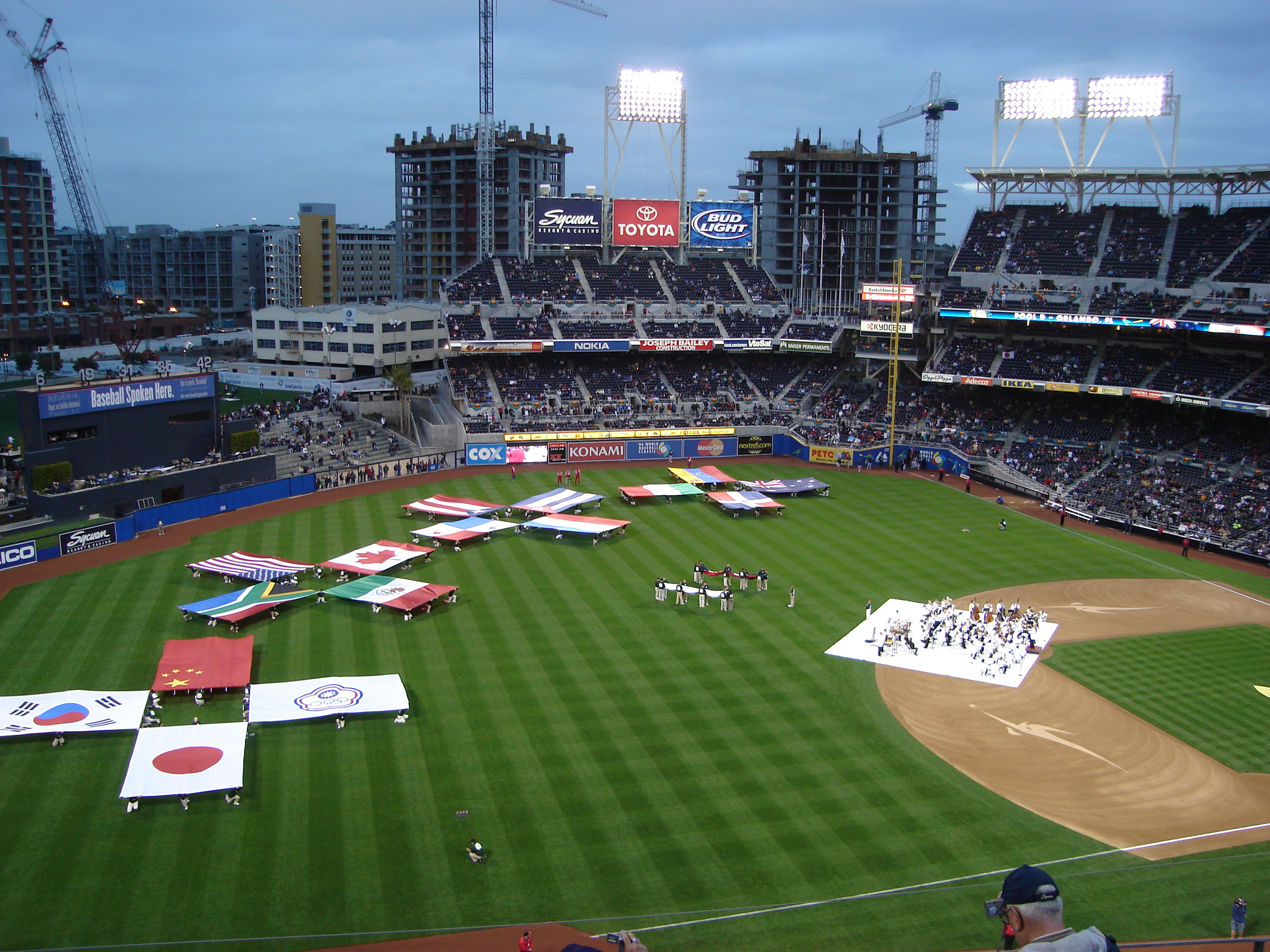
Clásico Mundial de béisbol es uno de los eventos que da más puntos.

 El Ranking Mundial de la IBAF fue un sistema de clasificación para los equipos nacionales de béisbol, reemplazado por la actual Clasificación mundial de la WBSC. El clasificatorio masculino lo lideró La República Dominicana hasta ese momento. Las selecciones de los países miembros de la IBAF (Federación Internacional de Béisbol) anterior organismo gobernante mundial del béisbol, se clasificaban en función de los resultados del torneo con los equipos más exitosos siendo el más alto rango. Un sistema de puntos se utilizaba los cuales se otorgan de acuerdo con los resultados de la IBAF reconocidos torneos internacionales. Bajo el sistema actual, las clasificaciones se basaban en el rendimiento de un equipo en los últimos cuatro años, con los principales torneos internacionales recibían una ponderación mayor en comparación con pequeños torneos internacionales y continentales.

## Historia
En enero de 2009, la IBAF publicó por primera vez una lista en orden de importancia de sus asociaciones afiliadas para proporcionar una base para la comparación de las ventajas relativas de estos equipos. Aunque principalmente se centró en los equipos de los hombres respectivos superiores de los países miembros, las filas actuales también incluyen puntos otorgan según los resultados en 'AAA 'de la IBAF (menores de 18 años), Junior y 'AA ' (Sub-16) Campeonatos de la Juventud celebradas durante el período de seguimiento.

## Líderes
Cuando el sistema se introdujo, Cuba debutó como el equipo mejor clasificado. A pesar de que no pudo ganar el Clásico Mundial de Béisbol 2006 y el 2009 Copa Mundial de Béisbol, que todavía tienen un número suficiente de puntos de ventaja sobre los Campeones del Mundo Estados Unidos y el campeón del Clásico Mundial de Japón para mantener la primera posición cuando el ranking se volvió a calcular después de los dos torneos.Sin embargo en 2013 Los Estados Unidos ganó la Copa Mundial sub-12 ganándole la final a China Taipéi y ganó la Copa Mundial sub-18 Venciendo en la final a la selección Japonesa lo cual Los llevó a la cima del Ranking Mundial.